# Skorodno (obwód miński)
Skorodno (biał. Скароднае, Skarodnaje; ros. Скородное, Skorodnoje) – wieś na Białorusi, w obwodzie mińskim, w rejonie dzierżyńskim, w sielsowiecie Niehorele.
W pobliżu znajdują się przystanek kolejowy Asina, położony na linii Moskwa – Mińsk – Brześć oraz Rezerwat Biologiczny „Sinickaja hrebla”.

## Historia
W XIX i w początkach XX w. położone było w Rosji, w guberni mińskiej, w powiecie mińskim, w gminie Stańków.
Po I wojnie światowej pod administracją polską, w Zarządzie Cywilnym Ziem Wschodnich, w okręgu mińskim, w powiecie mińskim, w gminie Stańków.
W wyniku postanowień traktatu ryskiego znalazło się w granicach Związku Sowieckiego. W okresie międzywojennym położone było w pobliżu granicy z Polską. W latach 1932–1937 w Polskim Rejonie Narodowym im. Feliksa Dzierżyńskiego. Od 1991 w niepodległej Białorusi.